# Pâte à bombe
Een pâte à bombe is een kookschuim en vormt een basis voor desserts zoals chocolademousse en tiramisu. Het bestaat uit opgeklopt eigeel waaraan gekookte suikersiroop aan toegevoegd wordt, die samen verder opgeklopt worden.